# Gentpoort

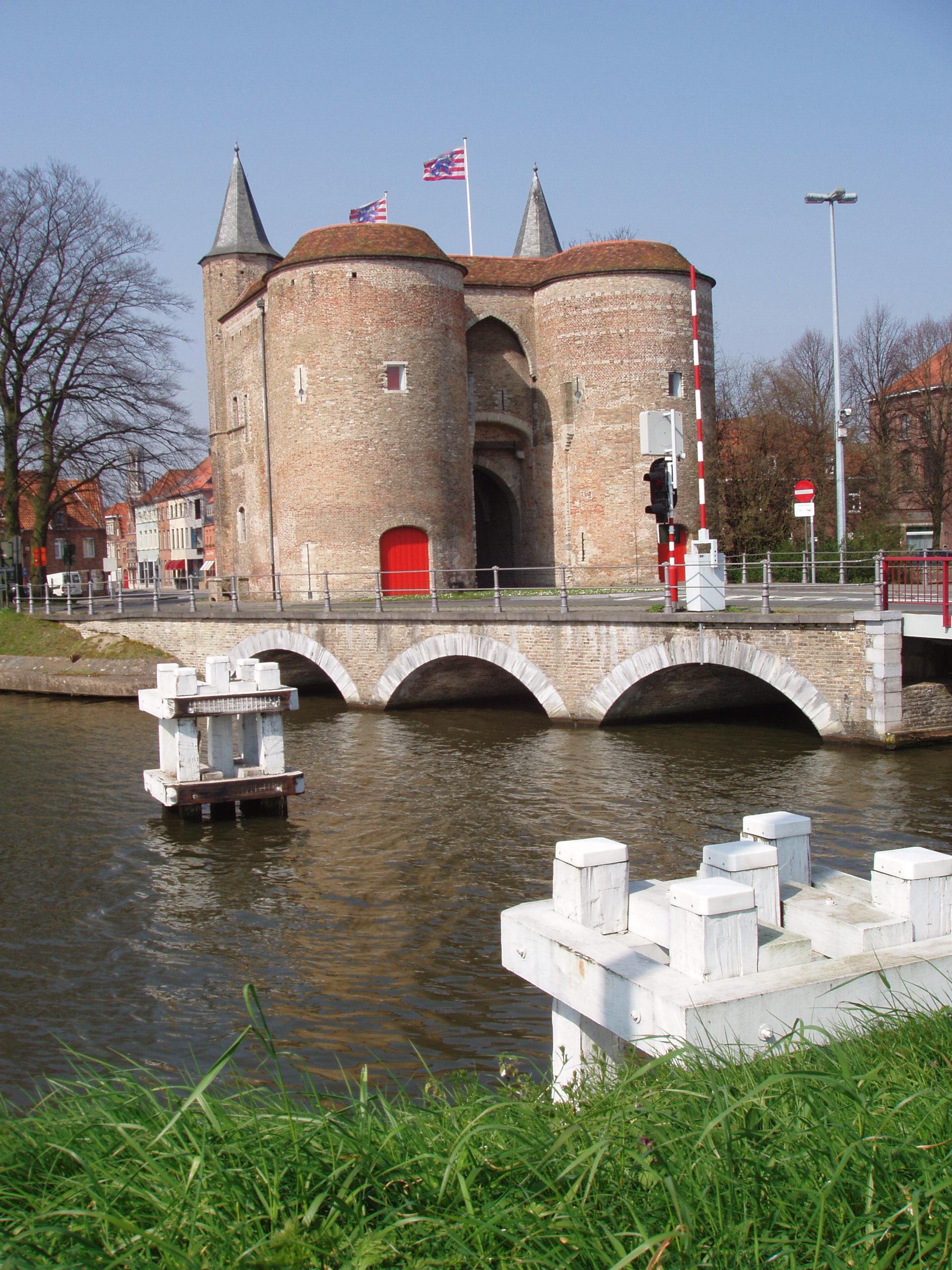
Gentpoort

La Gentpoort è una delle quattro porte rimanenti della città di Bruges. Prende il suo nome in quanto la strada che esce dalla città attraverso la porta conduce alla città di Gand.

## Descrizione
La porta fa parte della seconda cinta muraria di Bruges costruita nel 1297. L'attuale porta fu costruita insieme alle porte Kruispoort e Katelijnepoort (distrutta) da Jan van Oudenaerde intorno al 1400.
La porta ha ospitato dal 2011 al 2019 un museo che illustrava le funzioni di una porta in una città medievale. Dalla terrazza al secondo piano, il visitatore può godere di una vista di Bruges e dei suoi dintorni. Dopo la ristrutturazione del Gruuthusemuseum il museo all'interno della Gentpoort è stato chiuso all'inizio del 2020. Proprio come le porte di Kruispoort e Ezelpoort, la Gentpoort è messa a disposizione delle associazioni locali.
Il ponte della Gentpoort attraversa il Ringvaart, canale ad est del centro storico della città.

## Letteratura
- Adolphe DUCLOS, Bruges, histoire et souvenirs, Brugge, 1919
- Brigitte BEERNAERT e. a., Gentpoort, in: 15de-eeuwse architectuur in de binnenstad, Open Monumentendag 1992, Brugge, 1992.
- Brigitte BEERNAERT, Gentpoort, in: Monumenten van vervoer(ing), Monumentendag 1994, Brugge, 1994.
- Brigitte BEERNAERT e. a., Gentpoort, in: Import - Export, Open monumentendagen Brugge 2006, Brugge, 2006.
- Brigitte BEERNAERT e. a., Bruggemuseum-Gentpoort, in: 'Conflict', Open Monumentendag 2011, Brugge, 2011.
- Brigitte BEERNAERT e.a. de Gentpoort, in: Het beste van 25 jaar, Open monumentendagen 2013, Brugge, 2013.